# Un ghepardo per amico
Un ghepardo per amico - un'avventura in Africa (Cheetah) è un film del 1989 prodotto dalla Walt Disney Pictures, ispirato ad un racconto di Alan Caillou, e diretto da Jeff Blyt.

## Trama
Ted e sua sorella maggiore Susan, terminato l'anno scolastico a Los Angeles, raggiungono i loro genitori (Earl e Jean Johnson) i quali lavorano in Africa presso Nairobi. Giunti sul posto, i due ragazzi fanno amicizia con un bambino masai, Morogo, con cui esplorano la savana attorno alla loro tenuta. Un giorno Ted e Susan trovano un cucciolo di ghepardo la cui madre è stata uccisa e lo adottano, nonostante le perplessità dei loro genitori.
Il felino, una femmina chiamata Duma, diviene così l'animale domestico della famiglia. Qualche mese dopo i Johnson hanno però convinto i loro figli, che stanno per rientrare negli U.S.A., a liberare il ghepardo e lo addestrano a cacciare secondo i consigli di un guardiacaccia. Nel frattempo tre delinquenti (Patel, un negoziante che aveva tentato inutilmente di farsi cedere l'animale, il bracconiere Abdallah ed un altro socio), catturano Duma che intendono far correre contro i levrieri ed arricchirsi con le scommesse, per poi ucciderla affinché Abdallah possa venderne la pelliccia.
Ted è sicuro che la scomparsa di Duma non è casuale e convince anche la sorella a rimanere in Africa all'insaputa dei genitori, per recarsi al covo di Patel, di cui sospetta, e riprendersi il ghepardo. Con l'aiuto di Morogo, i due fratelli attraversano la savana per arrivare al luogo in cui Duma è tenuta prigioniera, ma non riescono ad impedire ai tre soci di partire per Nairobi con il felino. Earl e Jean, assieme ai genitori di Morogo, si sono accorti della loro scomparsa e li stanno cercando; li ritrovano alla pista del cinodromo a Nairobi, dove i ragazzi si sono fatti portare da un camionista, ed uniscono le forze per salvare Duma.
Nella gara il ghepardo è ormai stato superato dai levrieri, dotati di maggiore resistenza (come aveva previsto Patel, che l'aveva dato perdente nelle scommesse) ma si rianima nel rivedere i suoi padroni e riprende a correre vincendo. Mentre Patel e l'altro socio devono risarcire tutte le scommesse, Duma si ribella ad Abdallah e lo insegue; salvato da Ted, il bracconiere viene arrestato. Ricongiunti con in genitori, Ted e Susan rifiutano la loro proposta di prolungare la vacanza, ed assieme a Morogo portano Duma nella savana dove la liberano.

## Produzione
Il film è stato girato in Kenya, dove è ambientato. Norma Hill ha lavorato come truccatrice di scena, mentre Sieuwke Bisleti, Wally Ross e Julian Sylvester sono stati gli addestratori degli animali usati nelle riprese.